# Claude Smith
Pour les articles homonymes, voir Smith.
 (juillet 2012).
Si vous disposez d'ouvrages ou d'articles de référence ou si vous connaissez des sites web de qualité traitant du thème abordé ici, merci de compléter l'article en donnant les références utiles à sa vérifiabilité et en les liant à la section « Notes et références ».
Claude Smith (1913-2003) est un dessinateur américain qui travaillé chez Disney puis Tex Avery avant de se consacrer à la presse magazine.

## Biographie

### Les débuts chez Disney
Claude Smith commence sa carrière aux Studios Disney. En 1941 une grande grève éclate et dure 9 semaines. Walt Disney refuse de reconnaître le syndicat Screen Cartooonist Guild créé en 1938 estimant que Federation of Screen Cartoonists, le syndicat maison, est largement suffisant. Petit problème ce dernier syndicat a été dénoncé comme illégal par le Bureau National des Relations au Travail (National Board of Labor Relations). Furieux Disney licencie 16 de ses 800 dessinateurs, ceux qu’il a jugé les plus « activistes ». Le lendemain des piquets de grèves s’installent devant les studios.
La réaction du public ne se fait pas attendre et une campagne de boycott est entamée. Sous la pression du Ministère du Travail, de la Bank of America et de son frère Roy, Walt Disney finit par accepter.
Selon les termes de l’accord, il est interdit à Disney de licencier les grévistes. Toutefois cette interdiction ne porte que sur un délai légal de 90 jours. Mais passé cette date, les pressions directes ou indirectes comme des mises à l’écart se font jour.
Dans la charrette des partants Frank Tashlin (1913-1972), le futur metteur en scène de Dean Martin et Jerry Lewis, Walt Kelly (1913-1973) le père de Pogo (1948) et beaucoup d’autres moins connus du public francophone comme Art Babbit (1907-1992) qui suivirent le même chemin.

### Cartoonist de presse
Évincé de Disney, Smith rejoint un temps Tex Avery puis le quitte pour désormais travailler dans la presse, essentiellement magazine, en signant désormais de son seul prénom qui devient en quelque sorte sa marque. Il entame ainsi une relation avec le New Yorker en 1944 qui s’achèvera en 1976, livre des dessins pour Look (1937-1971), rejoint Playboy dès 1954, TV Guide lancé en 1953, Vogue (1892), etc.
Claude est également connu pour avoir débordé le cartoon traditionnel en proposant des saynètes, presque toujours sans parole, de 6 à 8 petits dessins composant une histoire comique.

## Filmographie
- 1939 : Le Cochon pratique
- 1940 : Donald a des ennuis
- 1941 : Les Années 90
- 1943 : Red Hot Riding Hood